# アニメギガ
『アニメギガ』は、2007年2月から2010年3月までNHK-BS2で月1回放送されたテレビ番組である。アニメで活動する声優や監督などをゲストに呼ぶトーク番組であった。

## 放送時間
- 本放送：NHK-BS2
  - 2007年度：原則最終火曜日 24:00 - 24:39
  - 2008年度：原則第1火曜日 24:00 - 24:39
  - 2009年度：原則最終日曜日 24:20 - 24:59
- 再放送：NHK-hi
  - 土曜日 25:45 - 26:24

## 出演者
司会
- 渡邊隆史 - アニメプロデューサー、元月刊アニメージュ・月刊ニュータイプ編集長
- 村井美樹 - 女優、タレント

ナレーター
- 垂木勉

## ゲスト

### 2007年
- 2月28日：山寺宏一（声優）
- 4月24日：平野綾（声優）
- 5月29日：今敏（映画監督）
- 6月19日：緑川光（声優）
- 7月17日：原恵一（アニメーション監督）
- 8月5日 - 11日：押井守（映画監督）※スペシャル・とことん!押井守
- 9月18日：朴璐美（声優）
- 10月23日：佐藤順一（アニメーション監督）
- 11月20日：河森正治（ビジョンクリエイター）

### 2008年
- 1月29日：福山潤（声優）
- 2月19日：田中公平（作曲家）
- 3月11日：特別編・声優大集合（今まで出演した声優5名の回を再構成・10分拡大）
- 4月1日：板野一郎（アニメーター・演出家）
- 5月14日：釘宮理恵（声優）
- 6月3日：出崎統（アニメーション監督）
- 7月2日：宮野真守（声優）
- 9月2日：谷口悟朗（アニメーション監督）
- 10月14日：鈴村健一（声優）
- 11月11日：川井憲次（作曲家）
- 12月2日：田中真弓（声優）

### 2009年
- 1月6日：大地丙太郎（アニメーション監督）[1]
- 2月3日：特別編・声優大集合（2008年度出演した声優4名の回を再構成・10分拡大）
- 4月26日：小林ゆう（声優）
- 5月24日：金巻兼一（脚本家）
- 6月21日：名塚佳織（声優）
- 7月26日：西尾鉄也（アニメーター）
- 8月23日：千葉繁（声優・音響監督）
- 9月20日：大島ミチル（作曲家）
- 10月25日：森川智之（声優）
- 11月22日：神山健治（監督）

### 2010年
- 1月24日：梶浦由記（音楽家・サウンドプロデューサー）
- 3月14日[2]：特別編・声優大集合（2009年度出演した声優4名の回を再構成・10分拡大）